# توماس رنو
توماس رنو (انگلیسی: Thomas Renault؛ زادهٔ ۵ مارس ۱۹۸۴) بازیکن فوتبال اهل فرانسه است.